# 大興（北）站
大興（北）站（英語：Tai Hing (North) Stop）是輕鐵的鐵路車站，代號212，屬於單程車票第2收費區（507綫往田景方向屬最後一個單程車票第2收費區），共有3個月台，共有2條輕鐵路綫途經此站。大興（北）站處於大方街、良才里交界，位於大興邨的西北面，為大興邨及周邊地區居民提供服務。

## 車站構造

### 車站樓層
| 地面              | 出口 | 大興邨 |   |  |
| 地面              | 月台 | \| 側式 · 備用月台 \| \| \| \| \| \| \| \| 輕鐵備用路軌 \| 3 \| \| \| 側式 · 開左邊车门 \| \| \| \| \| \| \| \| 輕鐵507綫往屯門碼頭（大興（南）） 輕鐵610綫往元朗（大興（南）） \| 2 \| \| \| \| 1 \| 輕鐵507綫往田景（新圍） 輕鐵610綫往屯門碼頭（石排） \| \| \| \| 側式 · 開左邊车门 \| \| \| \| \| |   |  |
| 地面              | 出口 | 大方街、大興邨、保良局莊啟程第二小學 |   |  |
| 側式 · 備用月台   |      | |   |  |
|                   |      | 輕鐵備用路軌 | 3 |  |
| 側式 · 開左邊车门 |      | |   |  |
|                   |      | 輕鐵507綫往屯門碼頭（大興（南）） 輕鐵610綫往元朗（大興（南）） | 2 |  |
|                   | 1    | 輕鐵507綫往田景（新圍） 輕鐵610綫往屯門碼頭（石排） |   |  |
| 側式 · 開左邊车门 |      | |   |  |

### 車站月台
- 設有3個月台，其中1個為專用月台，在輕鐵通車初期是輔助支線504（友愛至大興北）的總站。
- 設有掉頭方向路軌，可用作列車緊急掉頭專用。
- 1號及2號月台旁的一段路軌為鋪面路軌，並與汽車共用。汽車可在路軌上駛過，但不可停車。

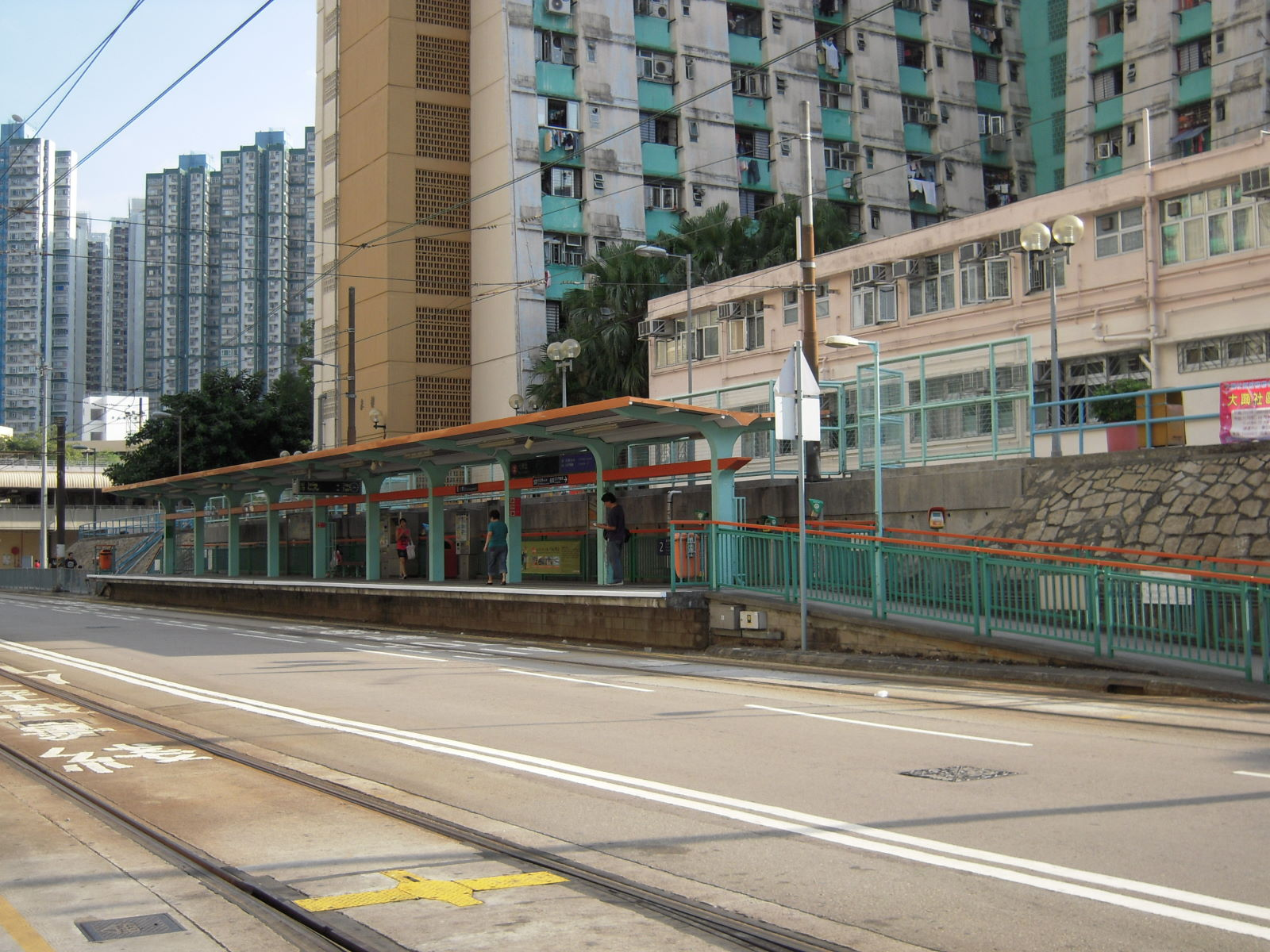
大興（北）站1號月台（2008年8月）
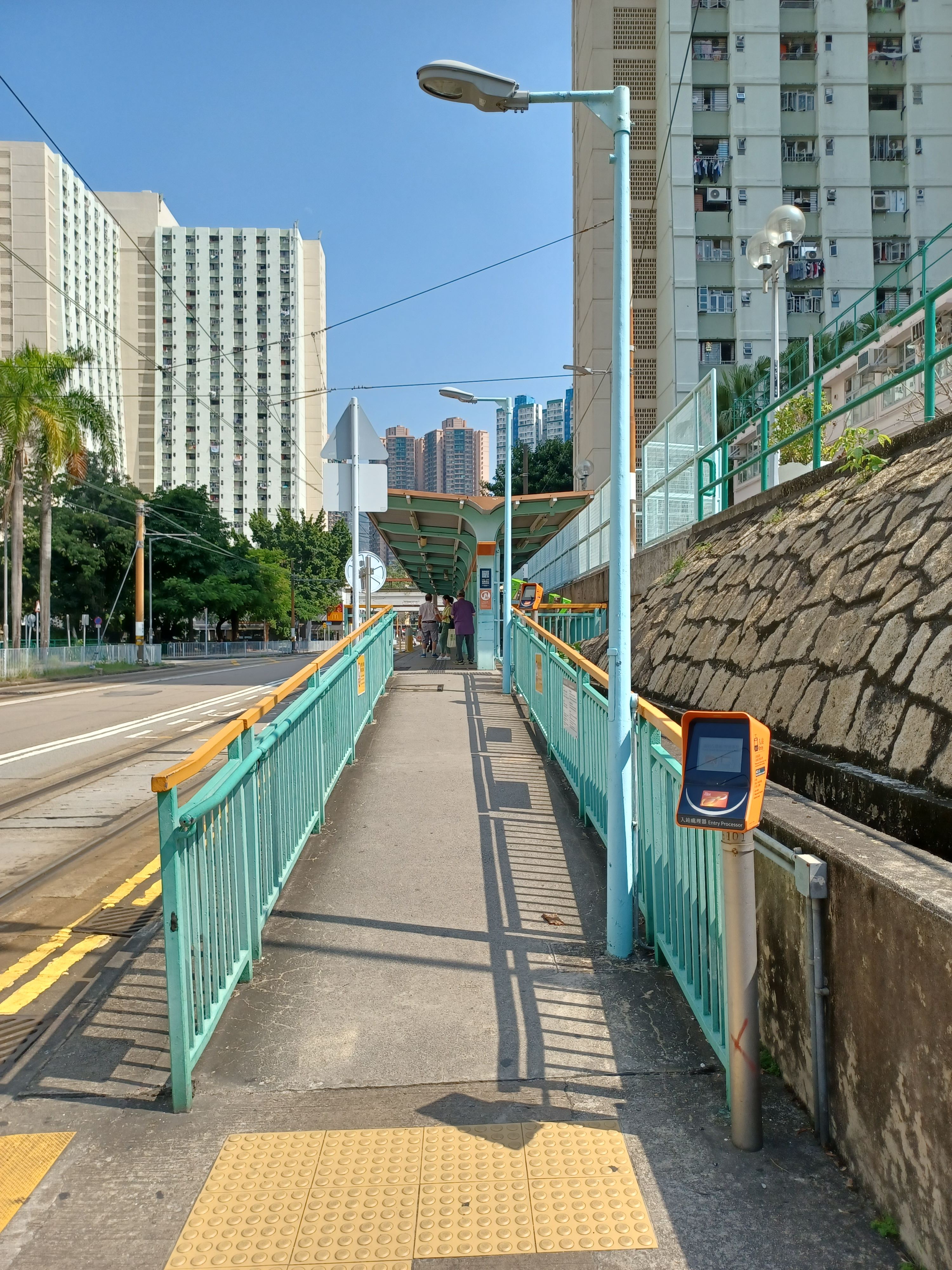
大興（北）站1號月台（2022年9月）
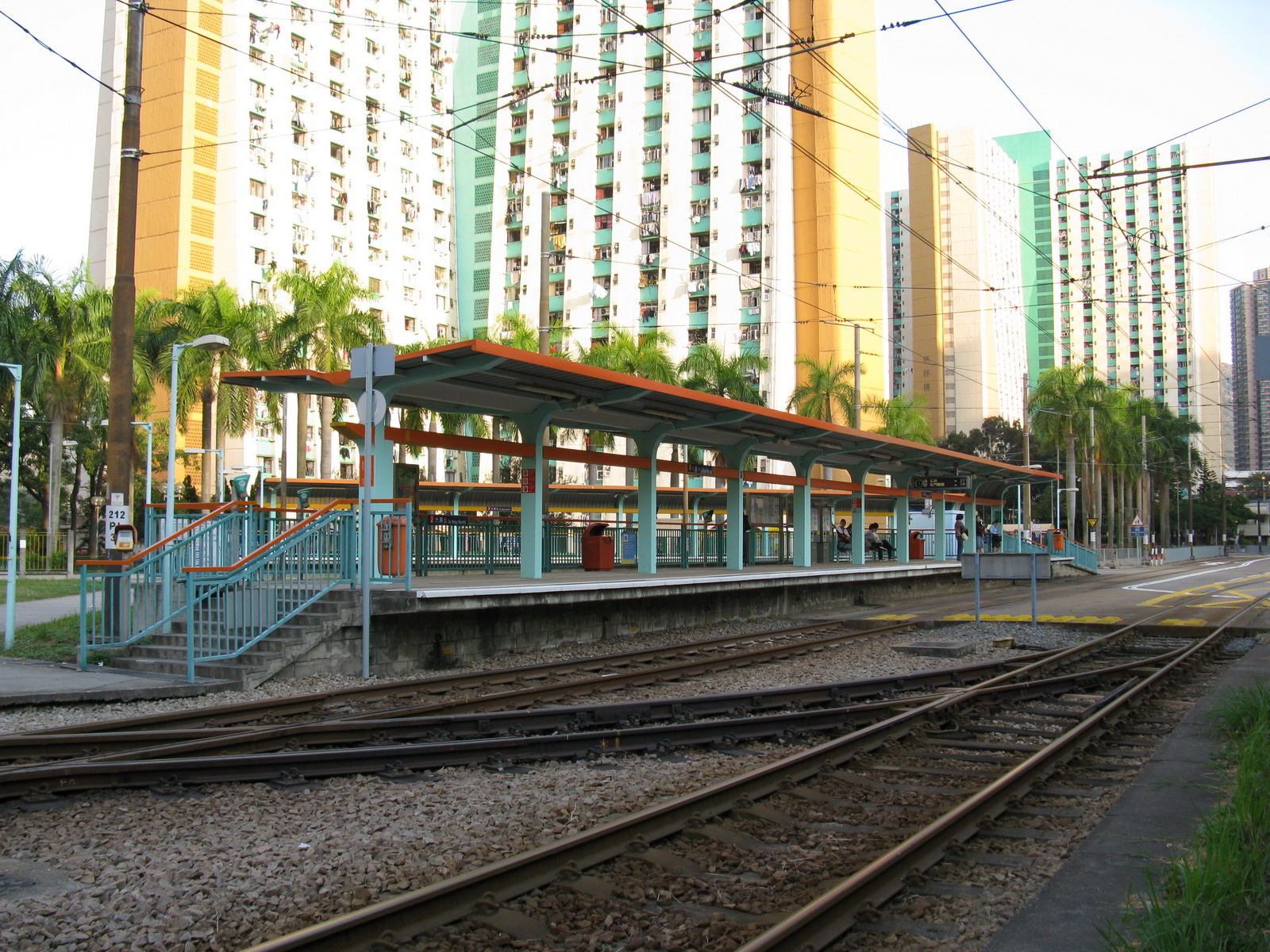
大興（北）站2號月台（2008年1月）
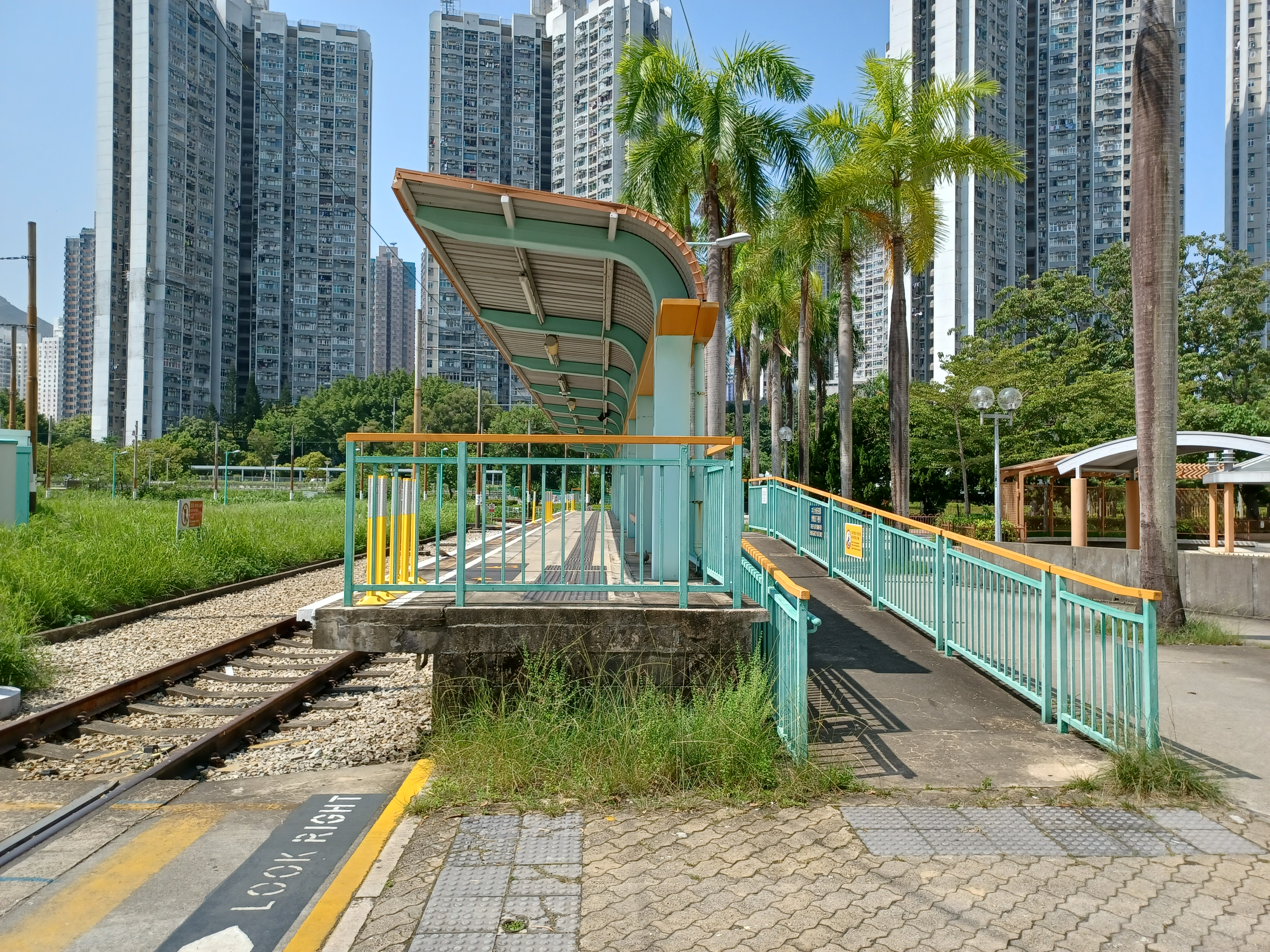
大興（北）站3號月台（2022年9月）
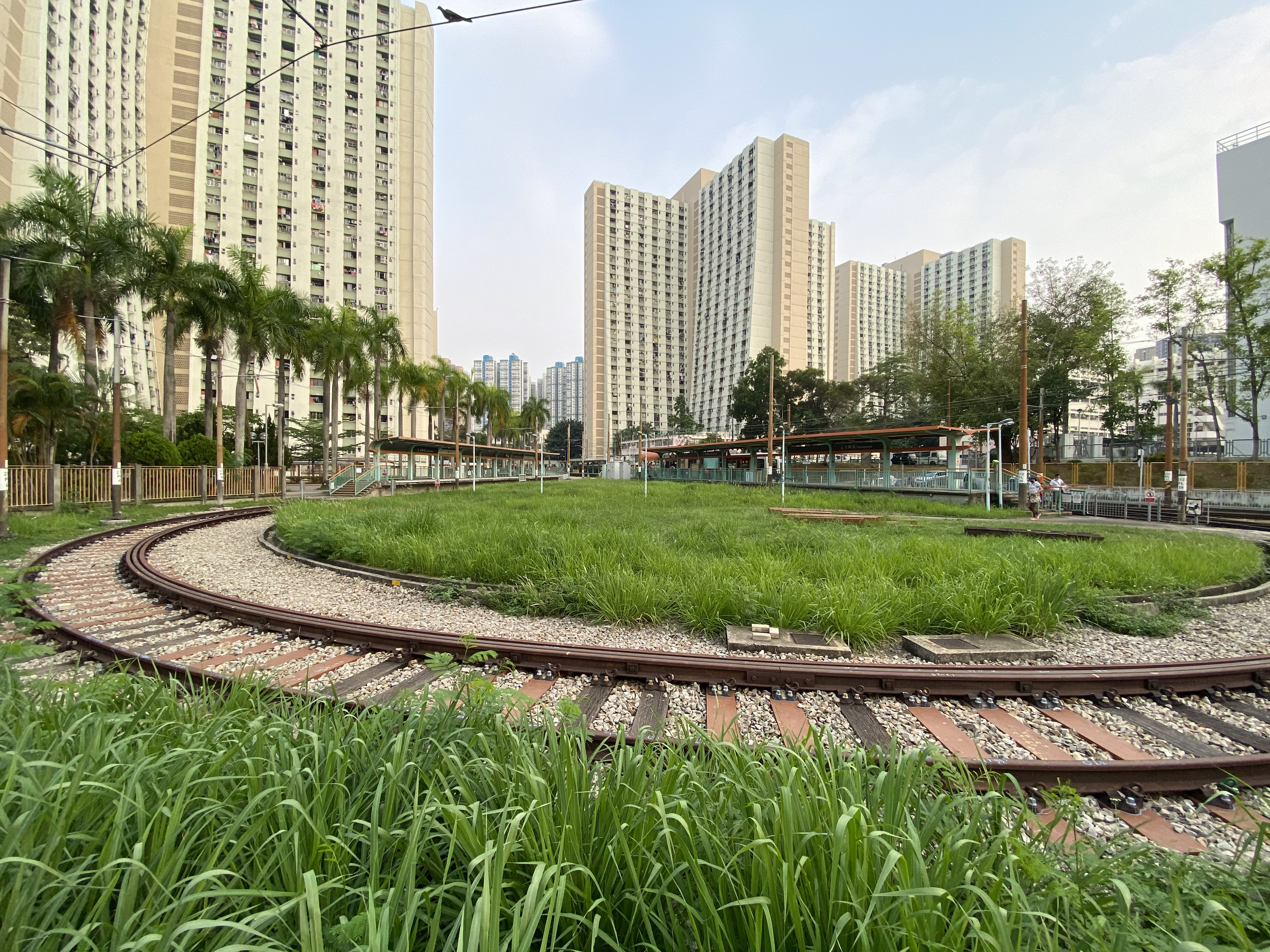
大興（北）站的軌道
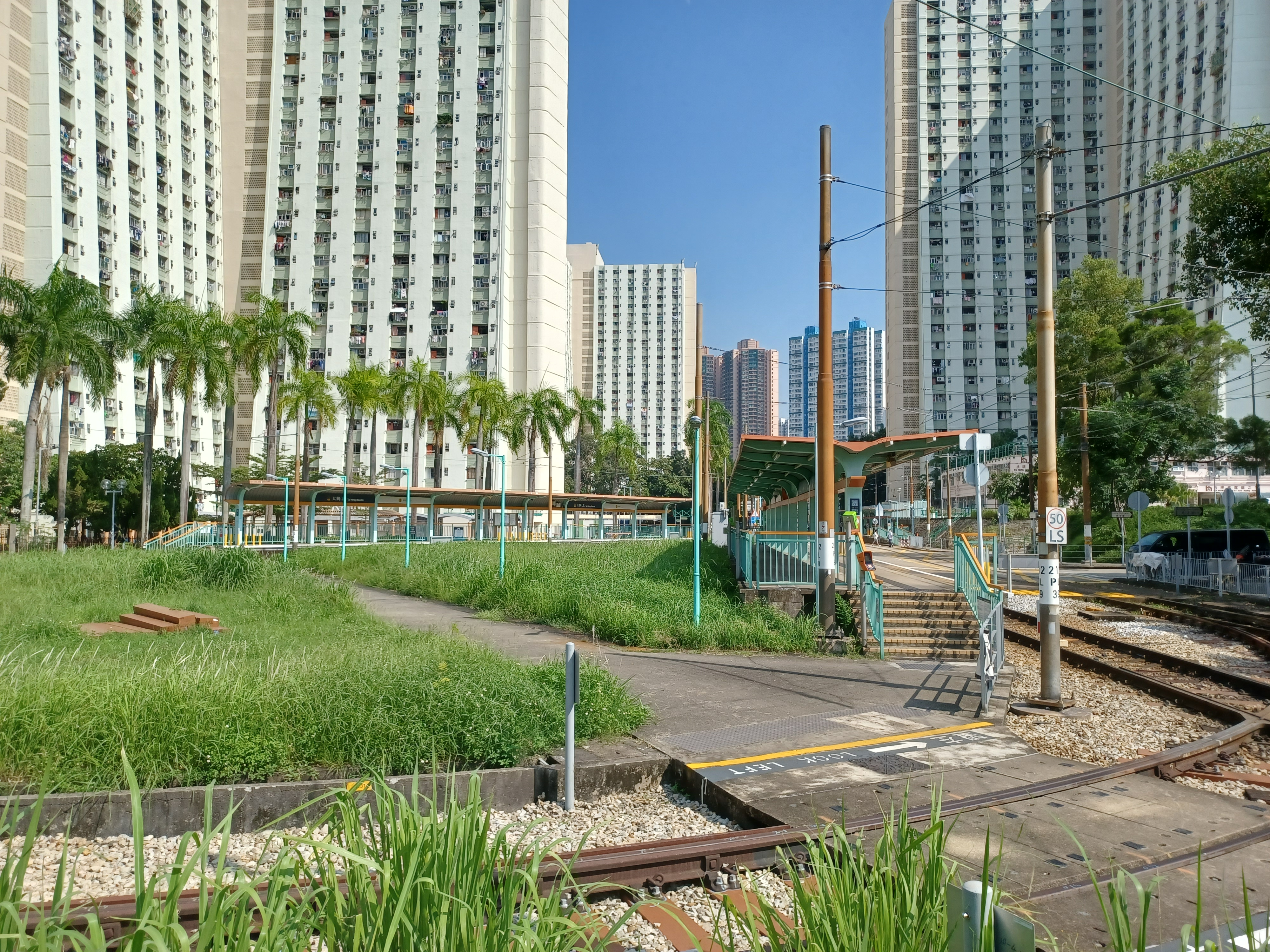
大興（北）站2號與3號月台（2022年9月）

## 事件
2021年11月28日下午4時許，一名47歲女子在月台往出口離開時，突然被一名逗留在月台的33歲男子大力推落路軌。女乘客在乘客協助下返回月台，其後有乘客報警，事後女乘客送院治理。事件沒有對輕鐵服務造成影響。警方要求港鐵協助翻查閉路電視片段，之後同日晚上在輕鐵青松站拘捕一名男子。消息稱被捕男子承認賭馬輸錢而找人發泄犯案，本身亦有精神病紀錄。

## 車站周邊
- 保良局莊啟程第二小學
- 大興邨
- 保良局百周年李兆忠紀念中學
- 佛教沈香林紀念中學
- 大興商場
- 民政事務總署大興社區會堂
- 大興公共圖書館
- 宣道中學
- 崇真書院

## 外部連結
- 港鐵公司 - 輕鐵及巴士服務 - 輕鐵街道圖（页面存档备份，存于）
- 港鐵公司 - 輕鐵及巴士服務 - 輕鐵行車時間表（页面存档备份，存于）